# Willy Cheruiyot
Willy Cheruiyot Kipkirui (2 agosto 1974) è un maratoneta keniota.

## Risultati in competizioni internazionali
1997
- Argento alla Great North Run ( Newcastle upon Tyne) - 1h00'41"

1998
- 10º alla Maratona di Venezia ( Venezia) - 2h17'17"

1999
- 11º alla Eldoret Discovery Kenya Half Marathon ( Eldoret) - 1h04'21"
- Oro al Giro Podistico Città di Paderno ( Paderno Dugnano) - 1h02'52"

2000
- Oro alla Maratona di Vienna ( Vienna) - 2h08'48"
- Oro alla Maratona di Eindhoven ( Eindhoven) - 2h09'55"
- 7º alla Maratona di Dublino ( Dublino) - 2h22'28"
- 5º alla Dubai Marathon ( Dubai) - 2h20'23"
- Bronzo alla Maratona di Barcellona ( Barcellona) - 2h12'16"
- Oro alla Mezza maratona di Torino ( Torino) - 1h01'44"
- Argento alla Eldoret Half Marathon ( Eldoret) - 1h02'26"
- Bronzo al Fila Discovery Kenya Great Rift Valley ( Eldoret), 12 km - 37'21"
- 5º al KAAA Engergiser Weekend ( Iten) - 30'53"
- Oro al Cross dei Casali ( Capistrello) - 29'01"

2001
- Argento alla Maratona di Berlino ( Berlino) - 2h09'08"
- Argento alla Milano Marathon ( Milano) - 2h08'58"
- Bronzo alla Maratona di Torino ( Torino) - 2h11'54"
- 10º alla Dubai Marathon ( Dubai) - 2h18'57"
- 9º alla Pyongyang Marathon ( Pyongyang) - 2h16'37"
- 5º alla Negril Marathon ( Negril) - 2h32'57"
- 5º alla Stroud Half Marathon ( Stroud) - 1h06'45"
- Argento al Fila Discovery Kenya Great Rift Valley ( Eldoret), 12 km - 37'08"

2002
- Oro alla Maratona di Eindhoven ( Eindhoven) - 2h10'12"
- Bronzo alla Maratona di San Sebastián ( San Sebastián) - 2h10'32"
- 4º alla Maratona di Amburgo ( Amburgo) - 2h10'55"
- 17º alla Maratona di Dublino ( Dublino) - 2h29'09"
- Bronzo alla Belfast Marathon ( Belfast) - 2h25'30"
- Oro alla Mezza maratona di Praga ( Praga) - 1h02'15"
- Bronzo alla Mezza maratona di Torino ( Torino) - 1h03'45"
- 7º alla Eldoret Half Marathon ( Eldoret) - 1h03'38"

2003
- Oro alla Maratona di Eindhoven ( Eindhoven) - 2h09'05"
- Oro alla Maratona di Praga ( Praga) - 2h11'56"
- 6º alla Maratona di Roma ( Roma) - 2h11'21"

2004
- 9º alla Maratona di Rotterdam ( Rotterdam) - 2h12'28"
- 8º alla Maratona di Praga ( Praga) - 2h13'45"
- Oro alla Maratona di Eindhoven ( Eindhoven) - 2h09'20"

2005
- Argento alla Dubai Marathon ( Dubai) - 2h11'45"
- Bronzo alla Maratona di Madrid ( Madrid) - 2h13'34"
- 14º alla Maratona di Eindhoven ( Eindhoven) - 2h15'24"

2006
- 7º alla Maratona di Torino ( Torino) - 2h16'13"
- 9º alla Mumbai Marathon ( Mumbai) - 2h16'24"

2007
- 8º alla Maratona di Atene ( Atene) - 2h19'29"
- Argento alla Nairobi Standard Chartered Nairobi International Marathon ( Nairobi) - 2h16'20"

2008
- Argento alla Maratona di Bruxelles ( Bruxelles) - 2h19'32"